# Хелике
Хелике или Хеликеус (на старогръцки: Ἑλίκη, Хелике, новогръцко произношение Елики), според Омир Хелика, е античен полис в Ахея, Древна Гърция – един от дванадесетте града в първата Ахейска лига. През една зимна нощ на 373 г пр. Хр. след катастрофално земетресение Хелике е погълнат от цунами и потъва заедно с всичките си обитатели във водите на Коринтския залив.

## Местоположение
Павзаний дава положението на Хелике на 40 стадия от Егион, а Страбон по сведение от Хераклит Понтийски споменава отстояние 12 стадия от морето. Така описан, Хелике би трябвало да се намира до брега между реките Селинос и Керинитис.
Руините на Хелике са видими през следващите няколко столетия след потъването му, за което свидетелстват Ератостен и Павзаний. По-късно местоположението на града е забравено, а в предполагаемия район на потъването му под водата липсват видими останки. Съвременно сонарно сканиране на околността установява наличието на дебел слой речни седименти и дава хипотезата, че потопеният град постепенно е засипан и понастоящем се намира зад бреговата линия, на сушата.

## История
До 373 г. Хелике просперира и е най-важният полис от Ахейската лига. Сече собствени монети с лика на Посейдон и тризъбеца му. Основава гръцкия полис Сибарис в Калабрия.
Хелике е известен със светилището на Посейдон Хеликонски, място дълбоко почитано от ахейците. Заличаването на града е приписвано на Посейдон като отмъщение над жителите на Хелике заради нежеланието им да споделят статуята на Посейдон с малоазийските йонийски полиси.